# الحرب الثيفية الأسبرطية
كانت الحرب الثيفية الأسبرطية بين عامي 387- 362 ق.م سلسلة من النزاعات العسكرية التي خيضت بين أسبرطة وثيفا من أجل الهيمنة على اليونان.

## 378 ق.م – الانقلاب الثيفي
كانت هزيمة القوات الموالية لأثينا ونصر أسبرطة في الحرب الكورنثية السابقة (394 -386 ق.م) كارثية على نحو خاص بالنسبة لثيفا، إذ نصّت التسوية العامة لعام 387 ق.م، المسماة بسلام الملك، على الاستقلال الذاتي الكامل لكل بلدات اليونان، وهكذا عزلت كل البيوتونيين الآخرين من السلطة السياسية لثيفا. اختُصرت سطوة ثيفا أكثر في عام 382 ق.م، وقتما احتلّت قوة أسبرطية القلعة عبر هجوم مفاجئ غادر. وقتما سيطر الاسبرطيون على القلعة الثيفية (383 أو 382 ق.م)، هرب بيلوبيداس وغيره من الديمقراطيين الثيفيين البارزين إلى أثينا حيث تولى بيلوبيداس زمام مؤامرة لتحرير ثيفا.

في السنوات التي تلَت الاستيلاء الاسبرطي، أعاد الثيفيون المنفيون تنظيم صفوفهم في أثينا، وحضّروا لتحرير مدينتهم بتحريض من بيلوبيداس. في تلك الأثناء في ثيفا، بدأ إيبامينونداس بإعداد شبّان المدينة لقتال الاسبرطيين. في شتاء عام 379 ق.م، اخترقت مجموعة صغيرة من المنفيين المدينة بقيادة بيلوبيداس. ثم اغتالوا قادة الحكومة الموالية لأسبرطة، وبدعمٍ من إيبامينونداس وغورغيداس، الذي قاد مجموعة من الشبّان وقوة من الهوبليت الأثينيين، حاصروا الاسبرطيين في قلعة كادميا. في اليوم التالي، قدّم إيبامينونداس وغورغيداس بيلوبيداسَ ورجاله أمام المجلس الثيفي وحثوا الثيفيين على القتال من أجل حريتهم، وردّ المجلس بالتهليل لبيلوبيداس ورجاله بصفتهم محررين. حوصرت قلعة كادميا، وهاجم الاسبرطيون، فأدرك بيلوبيداس وجوب دحرهم قبل أن يصل جيش من أسبرطة لإغاثتهم. استسلم الحامية الاسبرطيون في النهاية بشرط أن يُسمح لهم بالرحيل سالمين. يظهر الهامش البسيط لنجاح المتآمرين جليًا من خلال حقيقة أن الحامية الاسبرطية التقت بقوة أسبرطية كانت في طريقها لإنقاذها بينما كانت تزحف راجعة من أسبرطة. يصور فلوطرخس الهجوم الثيفي على أنه حدث هائل الأهمية:
... لقد جعل التغيُر اللاحق في الحالة السياسية هذه المأثرة أكثر جلالًا. لأن الحرب التي حطّمت ذرائع أسبرطة وأنهت سيادتها على الأرض والبحر بدأت منذ تلك الليلة، التي لم يأت الناس فيها مفاجئين أي حصن أو قلعة أو معقل، بل جاؤوا إلى منزل شخصي ومعه أحد عشر منزل آخر، وحطموا قيود سيادة اللاكديمونيين، إذا كان ممكنًا التعبير عن الحقيقة عبر استعارة، التي ظُنّ أنها خالدة ولا يمكن كسرها.

### غزوات أجيسيلاوس الثاني
شاركت العصبة المقدسة في الحرب للمرة الأولى في العام 378 ق.م، في بداية الحرب البيوتونية. كانت خلال المواجهة الشهيرة بين قائد المرتزقة الأثيني (والاستراتيجوس لاحقًا) خابرياس (توفيَ عام 357 ق.م) والملك الأسبرطي أجيسيلاوس الثاني (444 – 360 ق.م). قبل إنشاء العصبة المقدسة في عهد غورغيداس، كان الأثينيون قد ساعدوا المنفيين الثيفيين على إعادة انتزاع السيطرة على ثيفا وقلعة كادميا من أسبرطة. أعقبَ ذلك دخول أثينا في تحالف علني مع الثيفيين ضد أسبرطة. في صيف عام 378 ق.م، قاد أجيسيلاوس حملة أسبرطية على ثيفا من مدينة ثيسبيا البيوتونية (كانت ما تزال متحالفة مع أسبرطة آنذاك). تألفت قوّته من 1.500 فارس و28.000 من المشاة. كان ما لا يقل عن 20.000 م المشاة من الهوبليت، في حين كان 500 من فرقة نخبة سكيريتاي من طليعة المشاة الخفيفة. بعد أن عرفت بالغزو المحدق، أغاثت أثينا ثيفا سريعًا عبر إرسال نحو 200 فارس و5.000 رجل (من كلا المدنيين والمرتزقة، بما فيهم الهوبليت والبلتاست) تحت إمرة الاستراتيجوس الأثيني ديمياس وقائد المرتزقة خابرياس.
أعاقت القواتُ الثيفية التي كان تحرس الحواجز على محيط منطقة ثيفا القواتَ الأسبرطية لعدة أيام. اخترق الاسبرطيون التحصينات في النهاية ودخلوا الريف الثيفي، مدمرين حقول ثيفا في أعقابهم. رغم أن الأثينيين كانوا قد انضموا إلى القوات الثيفية آنذاك، كانوا ما يزالون أقل عددًا من الاسبرطيين، إذ لم تبلغ قوتيهما مجتمعتين إلا 1.700 فارس و12.000 من الهوبليت ونحو 5.000 من المشاة الخفيفة. مع سقوط الحواجز، كان أمامهم خياران فقط، إما التراجع إلى أسوار ثيفا الممكنٌ الدفاع عنها أو الثبات في مواقعهم ومواجهة الاسبرطيين في العراء. اختاروا الأخير وحشدوا قواتهم على طول ذروة تلة منخفضة منحدرة قبالة القوات الأسبرطية. احتل غورغيداس والعصبة المقدسة الصفوف الأمامية من ميمنة القوات الثيفية في حين احتل خابرياس وقوة ذات خبرة من الهوبليت المرتزقة الصفوف الأمامية من الميسرة.
أرسل أجيسيلاوس مناوشين أولًا لاختبار صفوف الثيفيين والأثينيين المجتمعة. قُتلوا هؤلاء بسهولة على يد القوات الثيفية والأثينية، ربما من قبل فرسانهم الأكثر عددًا. أمر أجيسيلاوس كامل الجيش الأسبرطي بالتقدم. ربما أَمِلَ أن يكون منظر الاسبرطيين المحتشدين المتقدمين بحزم كافيًا لإخافة القوات الثيفية والأثينية حدّ تحطيم صفوفهم. نجح التكتيك نفسه لصالح أجيسيلاوس ضد قوات آرغوس في معركة كورونيا (394 ق.م).
كان في هذا الوقت أنْ أعطى خابرياس أمره الأكثر شهرة. بوجود أقل من 200م (660 قدم) تفصل بين الجيشين، كان أجيسيلاوس يتوقع أن تهجم القوات الثيفية والأثينية في أي لحظة. بدلًا عن ذلك، أمر خابرياس رجاله بالوقوف في وضعية استراحة. في انسجام تام، اتخذ الهوبليت المرتزقة خاصته وضع الراحة على الفور، حيث يبقى الرمح موجهًا إلى الأعلى بدلًا عن الاتجاه ناحية العدو، والترس مسنود على الركبة اليسرى بدلًا عن رفعه على الكتفين. عند رؤية هذا، أمر غورغيداس العصبة المقدس بحذو حذوهم، ما فعلوه بنفس دقة وثقة التدريبات العسكرية.
كانت جرأة المناورة وانضباط التنفيذ هائلين إلى درجة أن أجيسيلاوس أوقف التقدم. نظرًا إلى أن محاولاته لتحريض القوات الثيفية والأثينية على القتال على أرض منخفضة كانت فاشلة، ظن أجيسيلاوس في نهاية المطاف أن التراجع بقواته إلى ثيسببيا أكثر حكمة. ذكر كل من كسينوفون وديودور أن أجيسيلاوس تفاخر رغم ذلك بكونه «بطلًا من دون منازع»، زاعمًا أنه كان نصرًا أسبرطيًا بما أن أعداءه قد رفضوا دعوته إلى القتال. لكن ديودور ذكر أن هذا كان لمجرد تهدئة أتباعه الذين بردت همتهم إثر فشل ملكهم في مقاتلة قوة أصغر حجمًا. في المقابل، أُثني على خابرياس بسبب استراتيجيته المبتكرة واعتبره الثيفيون منقذًا.
بُعيد المواجهة في ثيفا، حلّ أجيسيلاوس جيشه في ثيسبيا وعاد إلى بيلوبونيز عبر ميغارا. ترك الجنرال الأسبرطي فوبيداس بصفته الهارموست (حاكم عسكري) خاصته في ثيسبيا. كان فوبيداس نفس الجنرال المسؤول عن السيطرة غير المصرح بها على قلعة كادميا عام 382 ق.م، منتهكًا سلام أنتالسيداس المعمول به آنذاك. رفض أجيسيلاوس سابقًا معاقبة فوبيداس (رغم أنه غُرّم)، ما قاد بعض المؤرخين المعاصرين إلى الاعتقاد بأن تصرفات فوبيداس السابقة كانت بموجب أمر الملك مباشرة.